# گرابال (تنسی)
گرابال(به انگلیسی: Graball) شهری در ایالت تنسی کشور ایالات متحده آمریکا است که جمعیت آن در سرشماری سال ۲۰۱۰ میلادی، ۲۳۶ نفر بوده‌است.